# Академіка Барабашова (станція метро)
«Академіка Барабашова» — 18-та станція Харківського метрополітену. Розташована на Салтівській лінії між станціями «Київська» і «Академіка Павлова». Станція була названа на честь Барабашова Миколи Павловича.
Вихід до найбільшого міського ринку.

## Історія
Станція здана в експлуатацію 11 серпня 1984 під назвою «Барабашова». До моменту здачі другої черги Салтівської лінії 23 жовтня 1986 станція була кінцевою. 19 листопада 2003 рішенням Харківської міськради станція була перейменована на «Академіка Барабашова».

## Оздоблення
Стеля залу оснащена овальними нішами і ребристими плитами. Стики між різними конструкціями збігаються з розвилкою колон. Єдиний ансамбль різних залізобетонних конструкцій надає станції особливий затишок. Колійні стіни оснащені металлоемалевими об'ємними елементами блакитного кольору. V-подібні колони станції прикрашені білим мармуром, підлога платформи — світло-сірим гранітом і чорним лабрадоритом, стіни вестибюля — сірим Уфалєйським мармуром. Художній образ станції розкривають вітражі у вестибюлі станції на тему про будову всесвіту і його пізнанні.

## Конструкція станції
Колонна трипрогінна мілкого закладення (спеціальний проєкт). Особливість конструкції станції в Y-подібних колонах й 9 метровому інтервалі між колонами.

## Колійний розвиток
Із західного боку станції побудована гілка в електродепо «Салтівське». Зі східного боку залишився з'їзд від першої черги Салтівської лінії, нині використовується для обороту технічних рейсів в електродепо «Салтівське».

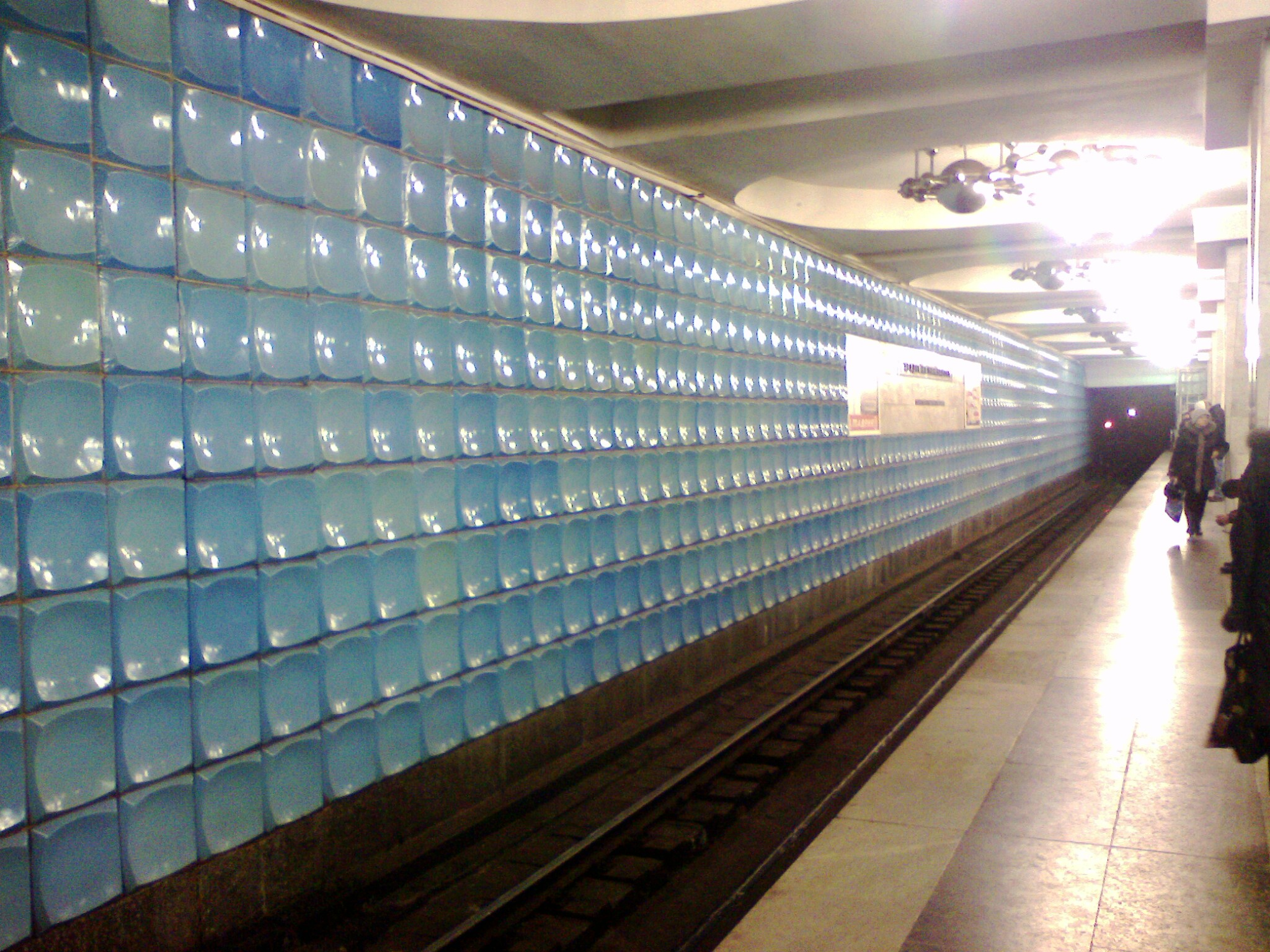
Платформа станції
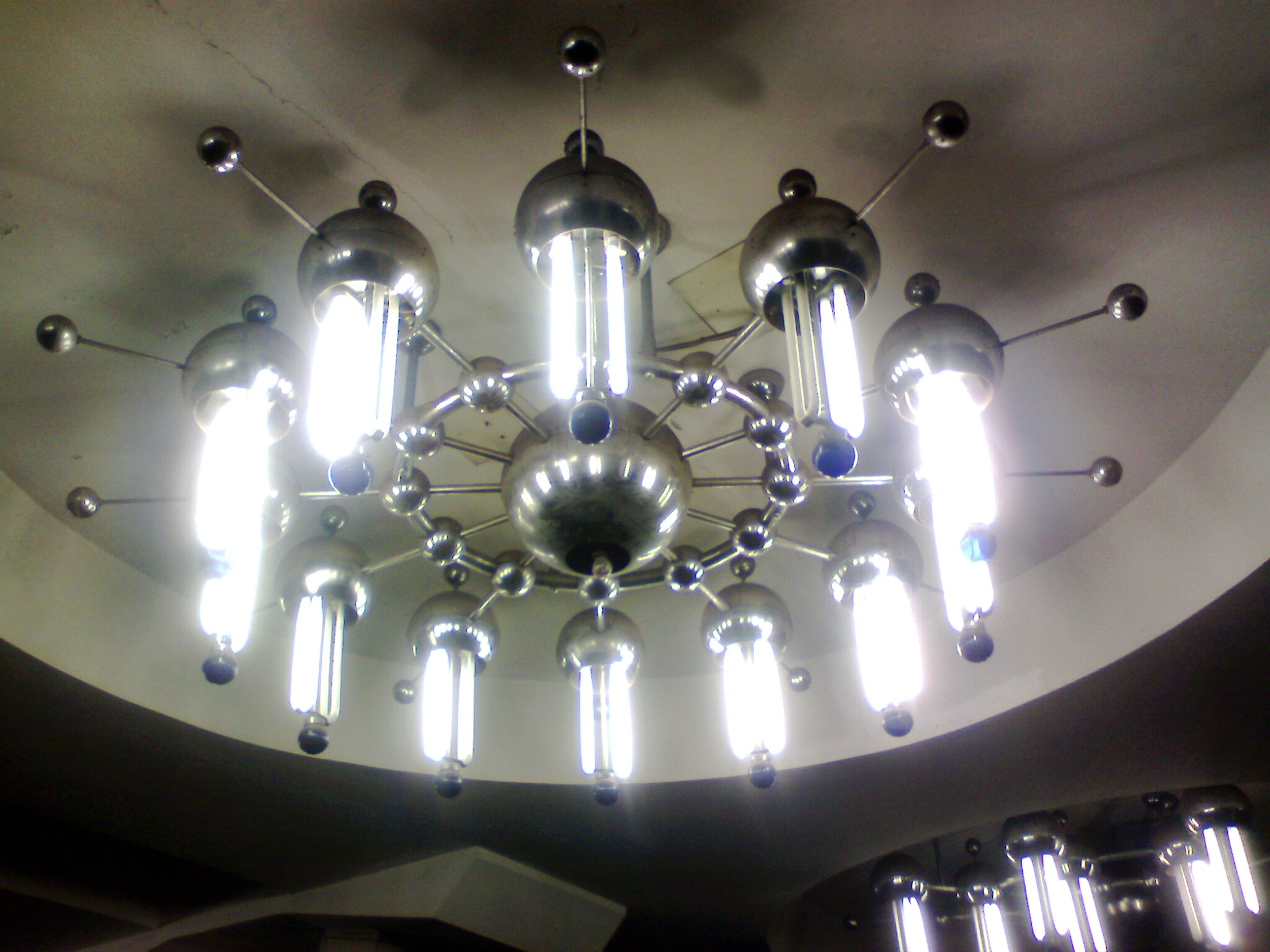
Одна з люстр станції